# Aenne Nau
Aenne Nau (* Dezember 1909 in Frankfurt am Main; † 31. Juli 1991) war eine deutsche Schauspielerin und Hörspielsprecherin.

## Leben
Aenne Nau verbrachte einen großen Teil ihrer Kindheit auf dem der Familie von Klitzing gehörenden Gut Dziembowo bei Schneidemühl, wo einer ihrer Großväter als Verwalter tätig war. Mit 16 Jahren begann sie ihre künstlerische Ausbildung an einer Schauspielschule in ihrer Geburtsstadt. Bis zur Schließung aller deutschen Theater während des Zweiten Weltkrieges trat Nau u. a. an einem Armeetheater in Metz auf und hatte Engagements an verschiedenen Bühnen im Osten Deutschlands, zuletzt in Rostock am dortigen Stadttheater. Eine Zeit lang arbeitete sie in einer Rostocker Arztpraxis, bis sie mit ihrer Mutter vor der heranrückenden Roten Armee zu Verwandten nach Nienburg an der Weser floh.
Nach dem Krieg spielte Nau am Theater Oberhausen, wo sie ihren späteren Ehemann, den Schauspieler Ludwig Hayn (1903–1954), kennenlernte, den sie 1952 heiratete. Hayn starb kurz vor der Geburt der gemeinsamen Tochter an Krebs. Ferner war sie am Hessischen Staatstheater Wiesbaden verpflichtet.
Bereits über 60-jährig gab Aenne Nau ihr Kameradebüt, nämlich 1970 in einer Folge der Dokumentarreihe Recht oder Unrecht. Es folgten weitere Rollen in Serien wie Anderland, Ein Fall für zwei oder Mit Leib und Seele. Einen größeren Bekanntheitsgrad erlangte Nau 1984 an der Seite von Liesel Christ in der Serie Bei Mudder Liesl, in der sie in allen Folgen spielte.
Ebenfalls ab den 1970er Jahren wirkte Aenne Nau darüber hinaus in mehreren Hörspielproduktionen verschiedener Rundfunksender mit.

## Filmografie
- 1970: Recht oder Unrecht – Gerechtigkeit für Dettlinger
- 1973: Florian
- 1978: Vorsicht! Frisch gewachst!
- 1979: Liebe, Tod und Heringshäppchen
- 1979: Max und Traudl (Kurzfilm)
- 1979: Aktion Abendsonne
- 1982: Anderland – Oma, ich komme um zwölf Uhr zehn
- 1982: Unheimliche Geschichten – Der Gruß aus der Fürstengruft
- 1982: Schlaflose Tage
- 1983: Datenpanne – Das kann uns nicht passieren
- 1983: Ein Fall für zwei – Die große Wut des kleinen Paschirbe
- 1983: Hauptsache: Leben...
- 1983: Dibbegass Nummer Deckel
- 1984: Bei Mudder Liesl (13 Folgen)
- 1984: Tatort – Rubecks Traum
- 1987: Das runde Ding vom Odenwald
- 1989: Hessische Geschichten (1 Folge)
- 1989: Mit Leib und Seele – Die halbe Wahrheit

## Hörspiele
- 1974: Das lachende Mädchen – Regie: Heinz Wilhelm Schwarz
- 1978: Aus ungeklärter Ursache – Regie: Hein Bruehl
- 1979: Bei Notwehr sagt man Gott sei Dank – Regie: Heinz Wilhelm Schwarz
- 1980: Trennung oder Ein Anfang von etwas – Regie: Horst H. Vollmer
- 1980: Keine Panik – Regie: Reiner Schmidt
- 1981: Ein Puzzlespiel oder Hechts werden besucht – Regie: Horst H. Vollmer
- 1981: Bettine von Arnim (Monolog als Goethes Mutter) – Regie: Horst H. Vollmer
- 1983: Das weiße Haus – Regie: Ursula Langrock
- 1983: Da hab ich aber Angst gehabt – Regie: Peter Liermann
- 1985: Falle – Regie: Horst H. Vollmer
- 1985: Sima Qian, Geschichtsschreiber – Regie: Götz Fritsch
- 1985: Frohe Weihnacht – Regie: Horst H. Vollmer
- 1986: Todesanzeige – Regie: Alfred Probst
- 1987: Nullmord – Regie: Walter Adler
- 1987: Troll-Kata und das vergessene Datum – Regie: Ursula Langrock
- 1988: Ruhiger Mieter – Regie: Burkhard Schmid
- 1989: Erzengel Gabriel (Monolog) – Regie: Karl Busch
- 1989: Die Namen nennen... – Regie: Ulrich Gerhardt
- 1989: Trilogie der Schuldlosen – Regie: Hans Gerd Krogmann
- 1989: Ruhestörung – Regie: Bernd Lau